# لاموس (قيليقية)
لاموس هي مدينة في قيليقية القديمة أو كما تُسمى إيساوريا، كانت مأهولة في العصر الروماني والبيزنطي. كانت أسقفية. تقع في الأناضول، في الجزء الآسيوي لتركيا.